# Łatyszskaja (stacja kolejowa)
Łatyszskaja (ros. Латышская) – stacja kolejowa w miejscowości Łatyszskaja, w rejonie narofomińskim, w obwodzie moskiewskim, w Rosji. Położona jest na linii Moskwa – Briańsk – Kijów.